# زعروریه
زعروریه (به عربی: الزعروریة) یک شهرداری در الجزایر است که در استان سوق اهراس واقع شده‌است.